# استئصال الركابة
استئصال الركابة هو عمل جراحي على الأذن الوسطى يُجرى بهدف تحسين القدرة السمعية.
عندما تكون قدم الركابة مثبتة الحركة بدل أن تكون حركتها طبيعية، ينتج عن ذلك نقص سمع من النمط التوصيلي. يوجد سببان رئيسيان لتثبت الركابة: الأول هو عملية مرضية تسبب تمعدنًا غير طبيعي للعظم الصدغي وتسمى تصلب الأذن، أما الثاني فهو تشوه خلقي في عظم الركابة.
في كل من الحالتين، يمكن تحسين السمع عبر استئصال عظم الركابة واستبداله ببديل صنعي دقيق بعملية تدعى استئصال الركابة، أو بإجراء ثقب صغير في قدم الركابة المثبتة مع وضع مكبس صغير شبيه بالبديل الصنعي في عملية تدعى خزع الركابة. تكون نتائج هذه الجراحة أفضل عندما يكون فقد حركة الركابة لدى المريض بسبب تصلب الأذن. يتحسن السمع بشكل ملحوظ لدى تسعة من بين كل عشرة مرضى يخضعون لجراحة الركابة، في حين يطور أقل من 1% منهم نقصًا إضافيًا في السمع أو صممًا. تحسن الجراحة الناجحة من حدة السمع بمقدار 20 ديسيبل تقريبًا. هذا يشبه الفرق بين إغلاق أذنيك بيديك من عدمه. تندرج معظم نتائج تحسن السمع الموثقة في منطقة التواترات الصوتية الكلامية والتي هي 500 هرتز و1000 هرتز و2000 هرتز؛ يكون التحسن ضئيلًا عند التواترات العالية، لكن هذه الترددات تتعرض أصلًا لإعاقة أخف في حالة تصلب الأذن.

## الاستطبابات
استطبابات جراحة استئصال الركابة:
1. نقص السمع التوصيلي (بسبب لتصلب الركابة)
2. فجوة هوائية عظمية تصل إلى 30 ديسيبل أو أكثر
3. وجود ثلمة كارهارت في تخطيط السمع لدى مريض يعاني من نقص سمع توصيلي (نسبي)
4. وظيفة حلزون محفوظة يمكن تقييمها عبر التمييز الجيد للكلام

## مضادات الاستطباب
مضادات استطباب استئصال الركابة:
- سوء الحالة العامة للمريض
- أذن وظيفية واحدة فقط
- وظيفة حلزون ضعيفة تظهر بعدم القدرة على تمييز الكلام
- مريض يعاني من طنين ودوار
- وجود بؤر تصلبية فعالة (الاستحالة الاسفنجية للأذن) مثبتة بوجود علامة فلامينغو (علامة شوارتز)
- صمم توصيلي تال لمتلازمة إيلرز دانلوس
- الاختلاطات

## اختلاطات استئصال الركابة
- شلل العصب الوجهي
- دوار في الفترة ما بعد الجراحة مباشرة
- التقيؤ
- تدفق اللمف المحيطي
- قاعدة الركابة الطافية
- انثقاب غشاء الطبل
- تموت التيه
- ناسور اللمف المحيطي
- التهاب التيه
- ورم حبيبي (ترميمي)
- طنين

عندما يجرى استئصال الركابة للأذن المصابة بتصلب قاعدة الركابة الخلقي، قد تكون النتائج ممتازة لكن خطر الأذية السمعية يكون أكبر مقارنة باستئصال عظم الركابة واستبداله (في تصلب الأذن). يعود سبب ذلك بشكل أساسي إلى خطر وجود تشوهات إضافية مرافقة للأذن غير السوية خلقيًا. عند وجود ضغط مرتفع في حجرة السائل الموجودة تحت قاعدة الركابة مباشرة، يحدث تدفق للمف المحيطي عند إزالة الركابة. يوجد دائمًا خطر لتطور ناسور اللمف المحيطي بعد العمل الجراحي حتى بغياب الاختلاطات أثناء الجراحة.

## خزع الركابة
عملية معدلة على الركابة تدعى خزع الركابة، يعتبرها معظم جراحي الأذن أكثر أمانًا وأقل فرصة لإحداث الاختلاطات الجراحية. في عملية خزع الركابة، عوضًا عن إزالة كامل قاعدة الركابة، يُجرى ثقب صغير فيها -إما باستخدام حفارة دقيقة أو بالليزر، ثم يوضع البديل الصنعي ليلامس هذه المنطقة المعروفة باسم النافذة البيضوية. يمكن تحسين هذا الإجراء بوضع طعم نسيجي لإغلاق النافذة، الأمر الذي أصبح شائعًا في الوقت الحالي.
يعد خزع الركابة الليزري تقنية جراحية معروفة لمعالجة نقص السمع التوصيلي التالي لتصلب الأذن. يتطلب هذا الإجراء صنع فتحة صغيرة في الركابة (أصغر عظم في جسم الإنسان) لتثبيت بديل صنعي. يسمح ليزر ثنائي أوكسيد الكربون للجراح بإجراء ثقوب صغيرة للغاية ومحددة بدقة دون رفع درجة حرارة الأذن الداخلية أكثر من درجة واحدة، ما يجعله حلًا جراحيًا آمنًا للغاية. يمكن تحديد قطر الثقب مسبقًا بما يناسب قطر البديل الصنعي. تجرى المعالجة أثناء عملية جراحية واحدة تحت التخدير متبوعة عادة بإقامة ليلة أو ليلتين في المشفى مع نقاهة منزلية لمدة أيام أو حتى أسابيع.

## استئصال الركابة أو خزع الركابة
تظهر المقارنات أن خزع الركابة يعطي نتائج موازية لاستئصال الركابة أو أفضل منه (من خلال تحسن السمع ونقص الفجوة الهوائية العظمية خاصة عند التواترات الصوتية العالية)، ويعتبر أقل إحداثًا للاختلاطات. يقلل خزع الركابة بشكل خاص من فرصة حدوث ناسور اللمف المحيطي (تسرب سائل القوقعة).
يعتبر خزع الركابة، كما استئصال الركابة، إجراء فعالًا بوجود التصاقات تصلبية (تشكلات نسيجية شاذة تربط العظيمات السمعية إلى جوف الطبل)، بشرط إزالة الالتصاقات أثناء الجراحة. على أية حال، قد تعاود هذه الالتصاقات الظهور مع تقدم العمر. لا يمكن إجراء خزع الركابة في الحالات النادرة نسبيًا التي تتضمن تثبت كامل السلسلة العظيمية في الأذن.
بما أنه إجراء أبسط وأكثر أمانًا، فإن خزع الركابة يعتبر مفضلًا على استئصال الركابة بغياب الاختلاطات المحتملة. لكن نجاح كلا هاتين الجراحتين يعتمد على خبرة وإلمام الجراح بشكل كبير. بالإضافة إلى عامل أساسي وهو تحديد طول البديل الصنعي.